# Lucien-Émile Dropsy
Pour les articles homonymes, voir Dropsy.
Lucien-Émile Dropsy, né à Paris le 1er juin 1886 et mort pour la France à Vauquois le 1er mars 1915, est un sculpteur et médailleur français.

## Biographie
Frère d'Henri Dropsy, élève d'Antonin Mercié et de Paul Loiseau-Rousseau, Lucien-Émile Dropsy obtient une mention honorable au Salon des artistes français de 1911 où il expose depuis 1908. 
Caporal au 31e Régiment d'infanterie lors de la Première Guerre mondiale, Croix de Guerre et médaille militaire, il est tué au combat à Vauquois le 1er mars 1915.